# Labidura
Labidura es un género de tijeretas perteneciente a la familia Labiduridae.

## Especies
Este género contiene las siguientes especies:
- Labidura cryptera Liu, 1946
- Labidura dharchulensis Gangola, 1968
- Labidura elegans Liu, 1946
- Labidura japonica (Haan, 1842)
- Labidura minor Boeseman, 1954
- Labidura orientalis Steinmann, 1979
- Labidura riparia (Pallas, 1773)
- Labidura xanthopus (Stal, 1855)
- †Labidura herculeana (Fabricius, 1798)